# Сіпе
Сі́пе (ест. Sipe küla) — село в Естонії, у волості Камб'я повіту Тартумаа.

## Населення
Чисельність населення на 31 грудня 2011 року становила 65 осіб.